# 中央区立月島第一小学校
中央区立月島第一小学校（ちゅうおうくりつ つきしまだいいちしょうがっこう）は、東京都中央区月島にある公立小学校。

## 沿革
- 1905年（明治38年）
  - 8月26日 - 東京市月島尋常小学校の校舎起工。
  - 12月 - 校舎竣工。
- 1906年（明治39年）1月8日 - 東京市佃島小学校より児童202名が移籍して学級を編成し、開校式挙行。同日、東京市月島尋常小学校と改称。
- 1925年（大正14年）
  - 10月6日 - 鉄筋コンクリート3階建改装工事落成式を挙行。この日（10月6日）を本校創立記念日と定めた。
  - 12月1日 - 高等科を併置し、月島尋常高等小学校と改称。
- 1935年（昭和10年）11月15日 - 月島第一尋常小学校と改称。
- 1947年（昭和22年）4月1日 - 学制改革により、東京都中央区立月島第一小学校と改称。
- 1953年（昭和28年）
  - 4月1日 - 月島第一幼稚園を併設。
  - 7月28日 - 付属月島第一プールを月島第一公園内に設置する。
- 1967年（昭和42年）3月5日 - 開校60周年記念式典挙行し、記念行事として、記念展覧会、講演会、演劇鑑賞会等を開催。
- 1976年（昭和51年）
  - 7月8日 - 新校舎落成式挙行。
- 1989年（平成元年）4月1日 - 月島第一幼稚園が独立。
- 1990年（平成2年）11月14日 - 空調設備改修工事完了（校舎内冷暖房設備完成）
- 1993年（平成5年）3月18日 - 生活科関連施設（飼育小屋・観察池等）の工事完了。
- 1994年（平成6年）
  - 4月1日 - 月島第一幼稚園再併設。
  - 9月30日 - 体育館空調設備工事完了。
- 1995年（平成7年）8月31日 - ランチルーム新設。
- 1996年（平成8年）
  - 6月15日 - 校庭に埋設プールを設置。
- 2000年（平成12年）
  - 4月1日 - 中央区立月島第一小学校と改称。
  - 7月21日 - パソコン室新機種整備。
- 2003年（平成15年）12月24日 - 学校ホームページ開設。
- 2004年（平成16年）5月17日 - 通級指導学級つばさ開級（児童13名2学級でスタート）。
- 2005年（平成17年）
  - 3月24日 - 第100回卒業証書授与式挙行。
  - 7月21日 - 月一寺子屋（夏季休業中10日間、自主・補習学習）開始。
  - 8月28日 - パソコン室に新機種導入。校内LAN整備。
- 2006年（平成18年）
  - 6月20日 - 開校100周年記念音楽会開催。
  - 10月16日 - 開校100周年記念全校特別集会開催。
  - 10月21日 - 開校70周年の時に埋めたタイムカプセルを掘り起こす。
  - 10月23日 - 開校100周年記念祝賀能楽鑑賞会開催。
- 2007年（平成19年）
  - 3月9日 - 開校100周年の記念誌が配布され、タイムカプセル埋設式を行った。
  - 4月1日 - プレディ（放課後、長期休業中の居場所）開設。

## 通学区域と進学先中学校
出典

### 通学区域
- 佃3丁目（全域）
- 月島1丁目（3番(5号・9号・11号～13号)、5番、15番(10号)、16番、17番(6号の一部・7号～9号・11号の一部)、20番(5号の一部・6号～8号・9号の一部)、21番、22番、25～27番）
- 月島2丁目（1番、10番、13番、14番）
- 月島3丁目（全域）
- 月島4丁目（1番、2番(1号の一部・9号・10号・12号・13号・17号)、3番(12号～16号・17号の一部)、8番～17番、20番(1号)、21番）

### 小学校の児童数と教員数[2]
| 年度     | 児童総数 | 1年生 | 2年生 | 3年生 | 4年生 | 5年生 | 6年生 | 教員数 | 職員数 |
| -------- | -------- | ----- | ----- | ----- | ----- | ----- | ----- | ------ | ------ |
| 令和元年 | 457人    | 93人  | 80人  | 97人  | 66人  | 65人  | 56人  | 28人   | 2人    |
| 令和2年  | 490人    | 90人  | 94人  | 80人  | 98人  | 64人  | 64人  | 28人   | 2人    |
| 令和3年  | 540人    | 111人 | 89人  | 94人  | 85人  | 99人  | 62人  | 33人   | 2人    |
| 令和4年  | 566人    | 98人  | 110人 | 88人  | 93人  | 84人  | 93人  | 34人   | 2人    |
| 令和5年  | 576人    | 118人 | 93人  | 108人 | 84人  | 93人  | 80人  | 34人   | 2人    |

### 進学先中学校
- 中央区立佃中学校
- 中央区立晴海中学校

## 周辺
- 中央区立月島第一幼稚園 - 進級前幼稚園のひとつで、同一敷地内にある。
- 東京都道463号上野月島線
- 月島川
- ローソンH月島勝どき店
- 都営地下鉄大江戸線勝どき駅
- 勝どき区民館
  - 都営勝どき一丁目アパート
- 京橋月島郵便局
- 中央区役所月島特別出張所
- 中央区立図書館月島図書館
- このほか、中小規模のマンション・アパートや飲食店、および上述のローソン以外のコンビニも点在する。

## アクセス
- 都営バス「業10」・「門33」の各系統で、「月島第一小学校前」バス停下車後、すぐ近く。
- 都営地下鉄大江戸線勝どき駅（出口A2b）から、徒歩約225m・約4分。